# Rendez-vous chez les Malawas
Pour plus de détails, voir Fiche technique et Distribution.
Rendez-vous chez les Malawas est un film français réalisé et écrit par James Huth, sorti en 2019.
Pour la spéciale Noël de son émission phare Rencontre au bout du bout du monde, Léo Poli emmène quatre invités exceptionnels; Julien,  Kévin, Sam et Nathalie à la rencontre des Malawas, une des tribus les plus isolées du monde en Afrique du Sud.
Le film reçoit des critiques très négatives et est un échec commercial.

## Synopsis
Léo Poli (Pascal Elbé) anime une émission baptisée Rencontre au bout du bout du monde qui consiste à partir avec une célébrité dans un lieu reculé à la rencontre d'une tribu coupée de la civilisation moderne. Pour l'émission spéciale de Noël, Léo a décidé d'emmener quatre stars : Julien (Christian Clavier), un présentateur télé sur le déclin, Sam (Ramzy Bedia), un humoriste, Nathalie (Sylvie Testud), animatrice animalière et Kévin (Michaël Youn), un footballeur. Imbus d'eux-mêmes, tous participent pour se faire bien voir du public et espèrent que le tournage durera le moins longtemps possible. Selon les règles de l'émission, leurs téléphones leur sont enlevés avant le décollage pour que l'expérience soit plus authentique. 
Arrivés en Afrique, l'équipe est scindée en deux : d'un côté, Léo, Géronimo (François Levantal), le caméraman et les stars, qui prennent un petit avion pour rejoindre Wokabi, leur guide. De l'autre, l'équipe de production, en camions, qui les rejoindra quelques jours plus tard. 
Wokabi les emmène jusqu'au village de sa tribu, les Malawas, un peuple pacifique vivant en pleine brousse. Les célébrités sympathisent non sans mal avec les habitants mais désespèrent en apprenant qu'ils devront rester deux semaines pour le tournage. Sam en profite pour voler le téléphone satellite de Géronimo (leur unique moyen de communication avec l'extérieur) et appeler son agent pour qu'il lui trouve un vol retour. Un singe apprivoisé vient le voir et l'humoriste le nourrit avec un fruit semblable à une figue. 
Le lendemain, Léo leur explique que l'équipe de production s'est retrouvée bloquée en plein désert à cause d'une tempête de sable et qu'ils ne seront pas là avant deux jours. Les stars prennent leur mal en patience, en participant à la chasse ou en tournant des scènes pour l'émission. Léo et Nathalie prennent un bain de boue, nus et l'un des zèbres domestiqués du village mange la perruque de Léo. Ne voulant pas que son secret soit découvert, Léo se cache dans le village. Le singe confond les parties génitales du présentateur avec un fruit et le mord. Après avoir poussé un cri, Léo s'évanouit de douleur. Wokabi rassure les cinq Français et leur promet que la tribu retrouvera leur ami.
Le soir, les Malawas organisent une cérémonie au cours de laquelle ils tuent un zèbre (sans le savoir, celui qui a mangé la perruque) pour leurs invités. Sam et Kevin découvrent des cheveux ainsi qu'une bague avec le prénom "Léo". Par quiproquo, l'équipe pense que les Malawas sont cannibales et qu'ils seront les prochains à être mangés. Sam ayant trop utilisé le téléphone satellite, les stars n'arrivent pas à joindre l'équipe de production et décident de partir de nuit vers un village avec une piste d'atterrissage pour les évacuer. 
Géronimo, qui a des compétences en survie, les emmène jusqu'à bon port mais le village se situe après une rivière coupée en deux par des falaises. Le caméraman évalue la profondeur de l'eau, décide de sauter mais heurte un rocher et tombe à pic. Les stars préfèrent trouver un autre accès. De son côté, Léo a été retrouvé par les Malawas et la tribu part chercher les célébrités. En les voyant approcher, les stars, toujours persuadés qu'ils sont antropophages, leur lancent des cailloux et les Malawas repartent sans comprendre leur hostilité à leur égard. Finalement, les quatre stars se perdent dans le désert. Chacun fait son mea-culpa et espère devenir une meilleure personne s’il s'en sort vivant. Kevin aperçoit un hélicoptère et les stars franchissent une dune où ils retrouvent l'équipe de tournage, toujours bloquée. Ils y retrouvent Léo, Wokabi et Géronimo, grièvement blessé, qui a survécu en se battant contre divers animaux de la savane.
Quelques mois plus tard, l'émission est diffusée en direct et la cote de popularité des quatre survivants a remonté. À cette occasion, Léo leur annonce qu'ils sont les personnalités préférées des Français, Kévin en tête. Une fois la pub lancée, tous commencent à se disputer pour remettre ce sondage en question. Lorsque la pause se termine, les spectateurs découvrent, effarés, que les stars sont en train de se battre sur le plateau.

## Fiche technique
- Titre : Rendez-vous chez les Malawas
- Réalisation : James Huth
- Scénario : James Huth, Michaël Youn et Sonja Shillito, d’après une idée de Michaël Youn
- Décors : Pierre Quefféléan
- Costumes : Julie Marteau
- Photographie : Stéphane Le Parc
- Montage : Antoine Vareille
- Musique : Bruno Coulais
- Production : Richard Grandpierre
- Sociétés de production : Eskwad et Pathé Films, avec la participation de Umedia et TF1 Films Production
- Société de distribution : Pathé Distribution
- Budget : 12 790 000 €[1]
- Pays de production :  France
- Langue originale : français
- Format : couleur
- Genre : comédie
- Durée : 93 min.
- Dates de sortie :
  - France : 25 décembre 2019

## Distribution
- Christian Clavier : Julien Gosset-Grainville
- Michaël Youn : Kévin Queffelec
- Ramzy Bedia : Sam
- Sylvie Testud : Nathalie Dulac
- Djimo : Nico
- Pascal Elbé : Léo Poli
- François Levantal : Géronimo
- Camille Japy : Alice
- Bass Dhem : Wokabi
- Vanessa Dolmen : Jiji
- Dambuza Mdledle
- Jean-René Onyangunga
- Steve Suissa

## Production
Le projet est confirmé en janvier 2019 par la présence de Christian Clavier. Ce dernier annonce le début du tournage. Il a lieu de janvier à mars 2019 et se déroule à Paris et en Afrique du Sud.

## Accueil
Le site Allociné propose une moyenne de 2/5 à partir de 3 critiques de presse.
Lors de son premier jour d'exploitation, le film réalise une performance décevante de 39 214 entrées malgré une présence dans 680 salles. À la fin de la première semaine à l'affiche, Rendez-vous chez les Malawas cumule 334 644 entrées.
Finalement, après cinq semaines d'exploitations, le film comptabilise seulement 622 355 entrées et près de 4,5 millions d'euros de recettes pour un budget de production avoisinant 12,7 millions d'euros. Ce résultat au box-office ne permet pas de couvrir l'ensemble des frais liés à la production du long-métrage.